# Chantien-Mansien
Chantien-Mansien (ryska: Ханты-Мансийский автономный округ — Югра, Chanty-Mansijskij avtonomnyj okrug - Jugra) är ett autonomt okrug (inom Tiumen oblast) i Uralbergen i Ryssland med en yta på 523 100 km² och cirka 1,6 miljoner invånare. Huvudort är Chanty-Mansijsk. Städerna Surgut, Nizjnevartovsk och Neftejugansk är dock större. De viktigaste floderna är Ob och dess biflod Irtysj. Större delen av den olja som produceras i Ryssland kommer från Chantien-Mansien; även naturgasfyndigheter finns.

## Demografi
Officiella språk är ryska, chantiska och mansiska, vilket återspeglar de i oblastet traditionellt bosatta folken chanter och manser. Ursprungsbefolkningen (chanter, manser och nentser) uppgår dock bara till cirka 2 procent av den totala befolkningen.
På grund av regionens ekonomiska betydelse har det skett omfattande immigrering. Etniska grupper med mer än två tusen personer enligt folkräkningen 2002: ryssar 66,05%, ukrainare 8,60%, tatarer 7,50%, basjkirer 2,50%, azerier 1,75%, vitryssar 1,43%, chanter 1,20%, tjuvasjer 1,07%, moldavier 0,76%, manser 0,69%, kumyker 0,67%, lezginer 0,60%, tyskar 0,58%, marier 0,51%, tjetjener 0,48%, armenier 0,45%, mordviner 0,44%, tadzjiker 0,39%, uzbeker 0,36%, kazaker 0,30%, udmurter 0,26%, komi-permjaker 0,19%, nogaier 0,17%, komier 0,16%, kirgizer 0,14%, darginer 0,14%, avarer 0,13%, polacker 0,13%, bulgarer 0,12%, gagauzer 0,11%, nentser 0,09%, georgier 0,09%, greker 0,08%, laker 0,07%, koreaner 0,06%, turkar 0,06%, osseter 0,06%, ingusjier 0,05%, judar 0,05%, komi-izjemer 0,05% och litauer 0,04%. Vidare finns flera mindre grupper med färre än 500 personer var. 0,92 procent av invånarna uppgav inte etnicitet. 